# Meine kleinen Geliebten
Meine kleinen Geliebten (französischer Originaltitel: Mes petites amoureuses) ist ein französischer Spielfilm von 1974. Der Titel entstammt einem Gedicht von Arthur Rimbaud.

## Handlung
Der Junge Daniel lebt auf dem Land bei seiner Großmutter und spielt oft mit den Kindern des Dorfes. Einmal verliert er eine kleine Rangelei mit einem Mädchen, am Ende kniet sie auf ihm und drückt ihn auf den Boden. Er freut sich, als er ins Collège aufgenommen wird, doch nachdem er ein Jahr das Collège besucht hat, holt ihn seine Mutter zu sich. Sie lebt in Narbonne mit ihrem Geliebten, dem schweigsamen Spanier José, und arbeitet als Schneiderin. Daniel muss zu ihnen ziehen, und obwohl er sehr ruhig ist und sich nie offen beklagt, bemerkt man, dass er sich bei seiner Großmutter viel wohler gefühlt hat. Als die Sommerferien sich dem Ende nähern, teilt die Mutter ihm mit, dass er nicht weiter das Collège besuchen darf, sondern stattdessen in der Fahrrad- und Motorradwerkstatt von Josés Bruder Henri arbeiten soll. Dort langweilt er sich oft und wird sehr schlecht bezahlt.
Daniel beginnt, sich für Mädchen zu interessieren, schaut ihnen auf der Straße nach und beobachtet regelmäßig ein Liebespaar, das sich immer in einer Gasse gegenüber der Werkstatt trifft. Er findet Anschluss an eine Gruppe älterer Jugendlicher und junger Männer, die er oft in einem Straßencafé trifft. Er imitiert deren Verhalten, fängt z. B. an zu rauchen, und versucht auch über den Umgang mit Mädchen und Frauen von ihnen zu lernen – allerdings erfolglos. Im Kino beobachtet er einmal, wie ein Junge sich zu einem vor ihm sitzenden Mädchen beugt und anfängt sie zu küssen. Daniel tut mit dem vor ihm sitzenden Mädchen das gleiche. Zu einem Gespräch kommt es aber nicht, weil Daniel vor Ende des Films das Kino verlässt.
Daniel und die anderen Jugendlichen machen sich auf Fahrrädern auf den Weg in ein nahegelegenes Dorf zu einem Tanzabend. Mit einem Freund löst sich Daniel von der Gruppe und sie treffen zwei Schwestern, die auch abends zu dem Tanz gehen wollen. Die ältere Schwester und Daniels Begleiter kommen sich schnell näher und fangen an sich zu küssen. Daniel versucht etwas unbeholfen, mit Francoise, der jüngeren Schwester, zu flirten. Sie gehen außerhalb des Dorfes spazieren, legen sich ins Gras und küssen sich, weitere körperliche Annäherungen lehnt sie jedoch ab. Sie möchte gern, dass er in der nächsten Woche wiederkommt. Daniel sagt zu, obwohl er weiß, dass er da schon im Urlaub auf dem Land bei seiner Großmutter sein wird.
Dort trifft er seine alten Freunde aus dem vorigen Jahr wieder. Sie scheinen sich kaum verändert zu haben, während Daniel nicht mehr der Gleiche ist. Dem Mädchen, mit dem er im Jahr zuvor spielerisch gekämpft hat, versucht er sich nun zu nähern, doch als er ihr von hinten an die Brust greift, entwindet sie sich ihm.

## Gestaltung
Bei der Gestaltung der Handlung setzte Eustache zwei wesentliche Komponenten ein:
Die einzelnen Sequenzen des Films, bestehend aus sehr kurzen Einzelszenen oder aus längeren Szenenabläufen, sind deutlich voneinander abgesetzt, indem sie jeweils mit einer Abblende hin zum Schwarzfilm enden. Außer durch dieses formale Element betont Eustache auch durch inhaltliche Gestaltung das erkennbar aus vielen Details Zusammengefügte der Handlung. Einige Sequenzen enden ohne eine Auflösung oder Erklärung. Einmal fragt Daniel den neuen Lebenspartner seiner Mutter, ob er, José, ihm beim Spanisch-Lernen helfen könne. Die Antwort erfährt der Zuschauer nicht, denn direkt auf die Frage folgt die Abblende. Ein anderes Mal, als er noch nicht lange in Narbonne lebt, wird Daniel von Männern gefragt: „Was ist mit deinem Vater? Ist er tot?“ Auch hierauf folgt, ohne Daniels Antwort oder Reaktion, direkt die Abblende.
Eine zweite wesentliche Gestaltungskomponente ist die Kommentierung des Geschehens durch Daniel selbst, eingesprochen auf die Filmbilder als Voiceover. Die Wirkung des Voiceover in Mes petites amoureuses ist so beschrieben worden: „Auch wenn sie in der Vergangenheitsform spricht – es ist dies nicht die alles überlagernde Stimme eines Erwachsenen, der auf die eigene Kindheit zurückblickt und sie kommentiert. Es ist die Stimme des Kindes, das seine Beobachtungen mitteilt, als betrachte es selbst gerade die Bilder des Films.“

## Hintergrund
- Der Kinofilm, den Daniel nur ausschnittweise sieht, da seine Aufmerksamkeit ganz dem vor ihm sitzenden Mädchen gilt, ist Albert Lewins Pandora and the Flying Dutchman (Pandora und der Fliegende Holländer).
- Zweimal ist der Regisseur Jean Eustache kurz selbst zu sehen. An der Allee, wo Daniel fasziniert den flanierenden jungen Liebespaaren zuschaut, sitzt Eustache auf einer Bank gerade gegenüber von seinem jugendlichen Alter Ego und tut es ihm gleich. – „Jean Eustache hatte in seinen Filmen häufig kleine Auftritte, von denen jedoch der in Mes petites amoureuses dank dieser Spiegelung des Filmemachers und seines Interpreten der bewegendste ist“, so hat diese Szene der Filmkritiker Alain Philippon beurteilt.[3]

## Produktion
Das Drehbuch zu Mes petites amoureuses, das zu einem großen Teil auf Erlebnissen seiner eigenen Kindheit und Jugend beruht, hatte Eustache bereits vor den Dreharbeiten seines vorigen Films, La Maman et la Putain (Die Mama und die Hure), geschrieben. Der relativ große Erfolg von La Maman et la Putain – sowohl auf dem Festival in Cannes 1973 als auch an den Kinokassen – erlaubte es ihm, mit Mes petites amoureuses seinen ersten langen Spielfilm im 35-mm-Format und in Farbe zu realisieren. Die Dreharbeiten fanden im Sommer 1974 überwiegend an den Originalschauplätzen in Narbonne bzw. der Umgebung des Ortes statt. Lediglich die am Wohnort der Großmutter, in Pessac (Nouvelle-Aquitaine), spielenden Szenen wurden an ganz anderem Ort, in Varzy und Umgebung (gelegen im Département Nièvre), aufgenommen.  Dokumentiert sind die Dreharbeiten u. a. durch die Photographien von Pierre Zucca.
Der Film kam am 18. Dezember 1974 in die französischen Kinos, in der Bundesrepublik erschien er am 26. März 1976. Für den 15-jährigen Hauptdarsteller Martin Loeb war es die erste Filmrolle.
Beim Publikum fand der Film keinen großen Zuspruch, und Eustache realisierte nach Mes petites amoureuses keinen weiteren „abendfüllenden“ Spielfilm. 
Eine im 4K-Format restaurierte Version von Mes petites amoureuses wurde erstmalig bei den Internationalen Filmfestspielen von Venedig 2022 in der Reihe „Venice Classics“ präsentiert.

## Rezeption
„Ein atmosphärisch dichter Film auf hohem gestalterischem Niveau, der in kühl distanzierten Bildern und ohne nostalgische Wehmut die problematische Übergangsphase zwischen Kindheit und Erwachsensein beschreibt.“

„Das Erstaunliche, Anrührende an dem Film „Meine kleinen Geliebten“ [...] ist die Verhaltenheit, mit der Eustache die Ausweglosigkeit dieses Lebenswegs zeigt: statt harter Anklagen nur Beiläufigkeit, Lethargie, manchmal fast lähmend, statt Aufbegehren eine Grundstimmung der Erinnerung, leiser Trauer.“

„Die spröde Heiterkeit und milde Trauer, die der Film ausstrahlt, wirkt nirgends aufdringlich [...]. Eustache nimmt sich sehr viel Zeit für seine Figuren, seine Kamera beobachtet zärtlich und einfühlsam die so scheinbar alltäglichen Verwirrungen der Pubertät. [...] ein Film der Blicke, der unartikulierten und zaghaften Versuche, sich selbst zu finden in den anderen und sich zurechtzufinden in Verhältnissen, deren erdrückenden Einfluß Daniel hilflos verspürt. Das erste Erwachen bringt in sich auch schon erste Abstumpfung. Großwerden bedeutet sich kleinkriegen lassen.
Martin Loeb spielt ihn mit einer ungeheuer scheuen Präsenz und schlaksiger Unbeholfenheit. Seit Truffauts „Sie küßten und sie schlugen ihn“ hat sich kein Film derart empfindsam und verständnisvoll der reizvollen Grausamkeit der pubertären éducation sentimentale gewidmet.“